# Space Delta 7
Space Delta 7 (DEL 7) — підрозділ Космічних сил США, відповідальний за розвідку, спостереження та рекогностування для Космічних сил США. Space Delta 7 забезпечує оперативні та чутливі до часу розвідувальні дані для операцій в космосі, включаючи виявлення, характеристику та цілеспрямування на космічні спроможності противника. У підрозділі використовуються різноманітні стаціонарні та мобільні датчики по всьому світу, якими керують професіонали розвідки, з метою виконання місій Space Delta 7 та підтримки інформаційного домінування в космічній сфері під час виконання пріоритетів Стратегії національної оборони. Штаб-квартира розташована на базі космічних сил Петерсон.

## Історія
Space Delta 7 розпочала службу 24 липня 2020 року після переформатування 544 групи розвідки, спостереження та рекогностування Повітряних сил США. 3 вересня 2020 року у складі Space Delta 7 була сформована 73 ескадрилья розвідки, спостереження та рекогностування після розформування 18 розвідувальної ескадрильї. 11 вересня 2020 року до структури Space Delta 7 було введено дві додаткові ескадрильї — 71 ескадрилья розвідки, спостереження та рекогностування та 72 ескадрилья розвідки, спостереження та рекогностування.

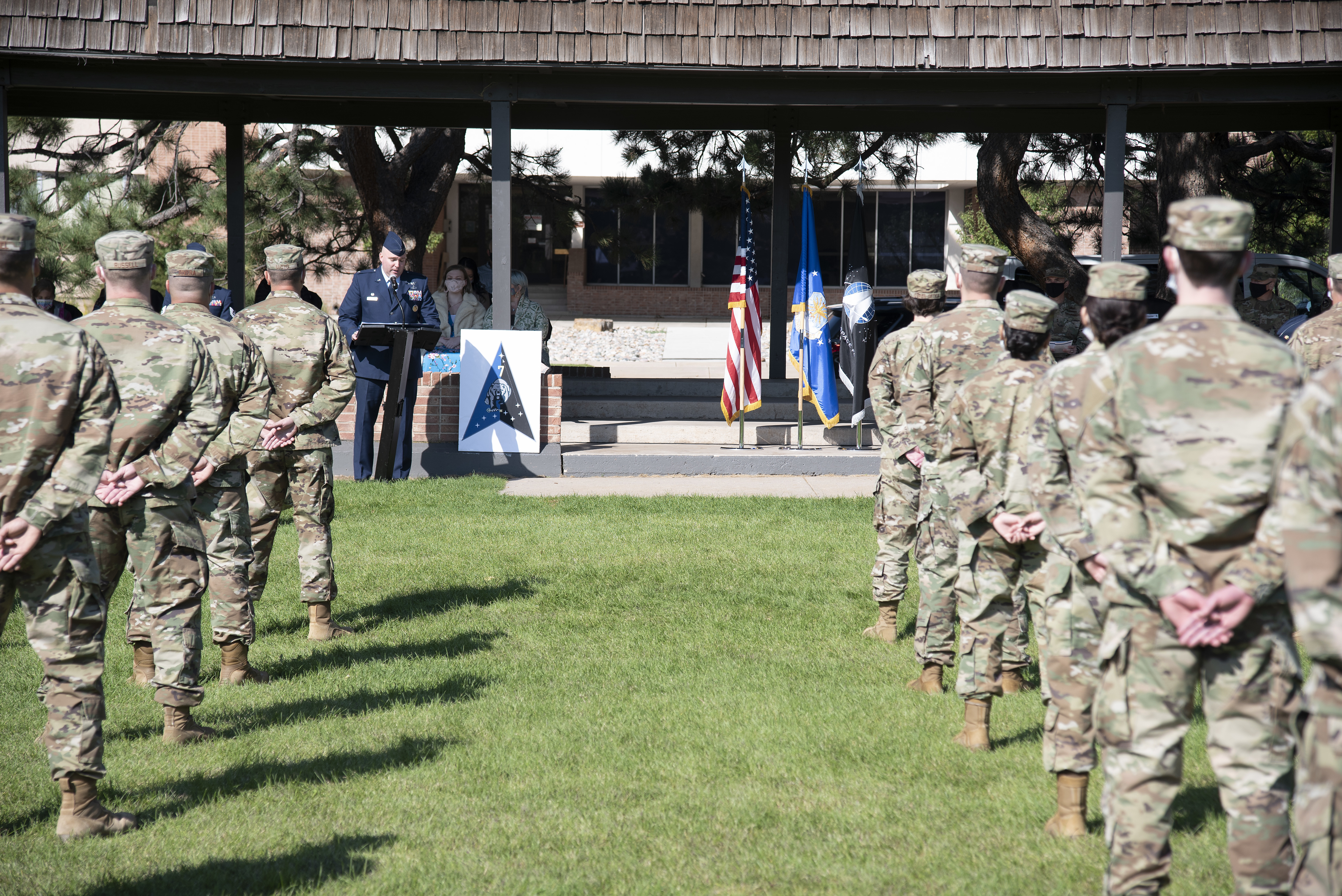
Полковник Чендлер Етвуд виступає перед 71-ю і 72-ю ескадрильями розвідки, спостереження та рекогностування 11 вересня 2020 року.

8 січня 2021 року директор Національної розвідки Джон Реткліфф зробив Space Delta 7 18-м членом Розвідувального співтовариства США.

## Структура
Space Delta 7 складається з трьох наступних ескадрилей. Також планується утворити три нові ескадрильї: ескадрилью аналізу загроз, ескадрилью цілеспрямування та ескадрилья обробки, використання та розповсюдження.
| Ескадрильї | Ескадрильї                                               | Ескадрильї | Ескадрильї                                | Ескадрильї                                                                                         |
| Назва      | Назва                                                    | Функція | Штаб-квартира                             | Загони                                                                                             |
| ---------- | -------------------------------------------------------- | --- | ----------------------------------------- | -------------------------------------------------------------------------------------------------- |
|            | 71 ескадрилья розвідки, спостереження та рекогностування | Розвідувальна, спостережувальна та рекогностувальна підтримка космічних місій Delta                                                           | База космічних сил Петерсон, Колорадо     | Загін 1: База космічних сил Баклі, Колорадо 5 інших загонів                                        |
|            | 72 ескадрилья розвідки, спостереження та рекогностування | Розвідка, спостереження і рекогностування | База космічних сил Петерсон, Колорадо     | 3 загони                                                                                           |
|            | 73 ескадрилья розвідки, спостереження та рекогностування | Глобальні операції розвідки, спостереження і рекогностування для підтримки досліджень, розробки та набуття майбутніх космічних спроможностей. | База повітряних сил Райт-Паттерсон, Огайо | Загін 2: Осан Загін 4: База Королівських ВПС Фелтвелл, Велика Британія Загін 6: Форт-Мід, Мериленд |
|            | 74 ескадрилья розвідки, спостереження та рекогностування | Розвідка, спостереження і рекогностування | База космічних сил Шрівер, Колорадо       | |
|            | 75 ескадрилья розвідки, спостереження та рекогностування | Розвідка, спостереження і рекогностування | База космічних сил Шрівер, Колорадо       | |
|            | 76 ескадрилья розвідки, спостереження та рекогностування | Розвідка, спостереження і рекогностування | База повітряних сил Райт-Паттерсон, Огайо | |

## Командери
| № | Командер | Командер                                       | Термін         | Термін         | Термін            | Прим.         |
| № | Фото     | Ім'я                                           | Обійняв посаду | Залишив посаду | Каденція          | Прим.         |
| - | -------- | ---------------------------------------------- | -------------- | -------------- | ----------------- | ------------- |
| 1 |          | Полковник Чендлер П. Етвуд (нар. 1977/1978)    | 24 липня 2020  | 7 травня 2022  | 1 рік, 287 днів   | [ 13 ]        |
| 2 |          | Полковник Бретт Т. Свігерт (нар. близько 1974) | 7 травня 2022  | 13 червня 2024 | 2 роки, 37 днів   | [ 14 ]        |
| 3 |          | Полковник Фенікс Л. Гаузер (нар. близько 1979) | 13 червня 2024 | Чинний         | 0 років, 277 днів | [ 15 ] [ 16 ] |